# Exit (Schweiz)
Unter dem Namen EXIT  bestehen zwei voneinander unabhängige Schweizer Vereine, die sich für die Sterbehilfe einsetzen und diese in Form der Suizidbegleitung auch leisten, EXIT A.D.M.D. in der französischen Schweiz (Romandie) und EXIT in der Deutschschweiz und italienischen Schweiz.

## Geschichte
Die Idee zur Gründung ist eng mit Hedwig Zürcher (1905–1989, ehemalige Lehrerin aus Bern) verbunden. Sie war an unheilbarem Schilddrüsenkrebs erkrankt und setzte mit Hilfe von EXIT ihrem Leben ein Ende.
EXIT A.D.M.D. (Association pour le Droit de Mourir dans la Dignité) («Vereinigung für das Recht auf Sterben in Würde») wurde am 23. Januar 1982 gemeinsam von 20 Personen in Genf gegründet. Die Gründung von EXIT (Deutsche Schweiz) folgte am 3. April 1982, ebenfalls von Hedwig Zürcher (erste Vizepräsidentin) und Walter Baechi (erster Präsident) sowie 69 weiteren Personen. Beide Organisationen bezeichnen sich als unabhängige Schwesterorganisationen, die aber ideell miteinander verbunden sind. Für das Jahr 1994 wird der Sitz in Grenchen SO und eine Mitgliederzahl von 51'000 angegeben.

## Mitgliedschaft und Mitgliederzahlen
Mitglied können Personen werden, die das 18. Altersjahr vollendet haben und das schweizerische Bürgerrecht besitzen oder als Ausländer in der Schweiz wohnhaft sind. Der Verein Exit hat rund 160'000 Mitglieder und verwaltet online 90'000 aktive Patientenverfügungen. EXIT (Romandie) mit Sitz in Genf hatte im Jahr 2020 rund 30'000 Mitglieder Beide Organisationen bezeichnen sich selbst als politisch und konfessionell neutral und sind Mitglied der «World Federation of Right-to-Die-Societies».

## Tätigkeit
Die Tätigkeitsbereiche von Exit sind: Patientenverfügungen, Palliative Care mittels eigener Stiftung, Beratungen im Fall von Krankheit oder Altersbeschwerden einschliesslich der Gewährung von Rechtsschutz, Suizidprävention und Suizidbegleitungen.

### Freitodbegleitung
EXIT leistet eine Freitodbegleitung nur für Vereinsmitglieder.
Es gelten für eine Gewährung der Freitodbegleitung entsprechend dem Leitbild fünf Bedingungen: Die sterbewillige Person muss voll urteilsfähig sein im Bewusstsein des eigenen Handelns, es muss sicher sein, dass sie nicht im Affekt handelt, es muss ein dauerhaft anhaltender Sterbewunsch bestehen. Ausserdem muss gewährleistet sein, dass die Person nicht von Dritten beeinflusst wird und den Suizid eigenhändig ausführt. Zudem begleitet EXIT nur Menschen mit hoffnungsloser Prognose, oder mit unerträglichen Beschwerden, oder mit unzumutbarer Behinderung beim Suizid.
Die genaue Prüfung dieser Fakten und ggf. dann eine Freitodbegleitung wird nach Angaben von Exit durch einen Personenkreis realisiert, der über die «notwendige Lebenserfahrung, Menschenkenntnis und die entsprechenden Kompetenzen verfügt» und eine einjährige Schulung absolviert hat mit laufenden Weiterbildungen. Laut Exit kommen viele Begleiter aus medizinischen oder sozialen Berufen.
Nach der Bereitschaft von EXIT, die Person zu begleiten, kann der Zeitpunkt von der sterbewilligen Person jederzeit selbst bestimmt werden. Neben der Begleitung geht es auch darum, im Falle der Realisierung des Wunsches auf Freitod eine solche Methode und einen solchen Ablauf wählen zu können, die zuverlässig sind, keine anderen Menschen gefährden und keine zusätzlichen Schädigungen durch Fehlschläge bewirken, welche die Lebensqualität weiter einschränken können.
2017 forderte EXIT eine weitere Liberalisierung der Sterbehilfe. Auf der EXIT-Generalversammlung 2019 wurde entschieden, dass der Verein sein Engagement für einen erleichterten Zugang von betagten Menschen zum Sterbemittel intensivieren soll.
Für 2019 wird angegeben, dass es jährlich rund 3500 Anfragen zu Freitodbegleitungen gibt. Davon wurden 1152 nach Prüfung bewilligt. Effektiv erfolgten 862 Freitodbegleitungen. Dafür stehen 50 ausgebildete Personen zur Verfügung, die diese Begleitung durchführen.